# Menaethiops moebii
Menaethiops moebii is een krabbensoort uit de familie van de Epialtidae. De wetenschappelijke naam van de soort is voor het eerst geldig gepubliceerd in 1981 door Türkay.